# Valencias MotoGP 2005
Valencias MotoGP 2005 kördes den 6 november på Circuito Ricardo Tormo.

## MotoGP

### Slutresultat
| Plats | Förare           | Märke     | Grid | Kvaltid  |
| ----- | ---------------- | --------- | ---- | -------- |
| 1     | Marco Melandri   | Honda     | 2    | 1.32,111 |
| 2     | Nicky Hayden     | Honda     | 3    | 1.32,217 |
| 3     | Valentino Rossi  | Yamaha    | 15   | 1.33,503 |
| 4     | Carlos Checa     | Ducati    | 4    | 1.32,374 |
| 5     | Alex Barros      | Honda     | 8    | 1.32,518 |
| 6     | Max Biaggi       | Honda     | 5    | 1.32,384 |
| 7     | Loris Capirossi  | Ducati    | 7    | 1.32,482 |
| 8     | Colin Edwards    | Yamaha    | 6    | 1.32,456 |
| 9     | Makoto Tamada    | Honda     | 10   | 1.32,682 |
| 10    | Toni Elías       | Yamaha    | 13   | 1.33,005 |
| 11    | Shinya Nakano    | Kawasaki  | 9    | 1.32,663 |
| 12    | Ryuichi Kiyonari | Honda     | 16   | 1.33,846 |
| 13    | John Hopkins     | Suzuki    | 11   | 1.32,785 |
| 14    | Alex Hofmann     | Kawasaki  | 12   | 1.32,966 |
| 15    | Rubén Xaus       | Yamaha    | 17   | 1.34,874 |
| 16    | Franco Battaini  | Blata     | 21   | 1.35,712 |
| 17    | Kurtis Roberts   | Proton KR | 20   | 1.35,374 |
| 18    | James Ellison    | Blata     | 19   | 1.35,158 |
| 19    | Nobuatsu Aoki    | Suzuki    | 14   | 1.33,393 |
| 20    | Sete Gibernau    | Honda     | 1    | 1.31,874 |
| 21    | Roberto Rolfo    | Ducati    | 18   | 1.34,978 |